# Afrogecko porphyreus
Espèce
Synonymes
- Gecko porphyreus Daudin, 1802
- Phyllodactylus porphyreus namaquensis Hewitt, 1935
- Afrogecko porphyreus namaquensis (Hewitt, 1935)
- Phyllodactylus porphyreus cronwrigthi Hewitt, 1937
- Afrogecko porphyreus cronwrigthi (Hewitt, 1937)

Afrogecko porphyreus est une espèce de geckos de la famille des Gekkonidae.

## Répartition
Cette espèce se rencontre :
- en Namibie ;
- en Afrique du Sud dans les provinces du Cap-Oriental et du Cap-Occidental.

## Publications originales
- Daudin, 1802 : Histoire Naturelle, Générale et Particulière des Reptiles; ouvrage faisant suit à l'Histoire naturelle générale et particulière, composée par Leclerc de Buffon; et rédigee par C.S. Sonnini, membre de plusieurs sociétés savantes, vol. 4, F. Dufart, Paris, p. 1-397 (texte intégral).
- Hewitt, 1935 : Some new forms of batrachians and reptiles from South Africa. Records of the Albany Museum, vol. 4, p. 283-357.
- Hewitt, 1937 : Descriptions of South African lizards. Annals of the Natal Museum, vol. 8, no 2, p. 199-209 (texte intégral).